# Zdob și Zdub

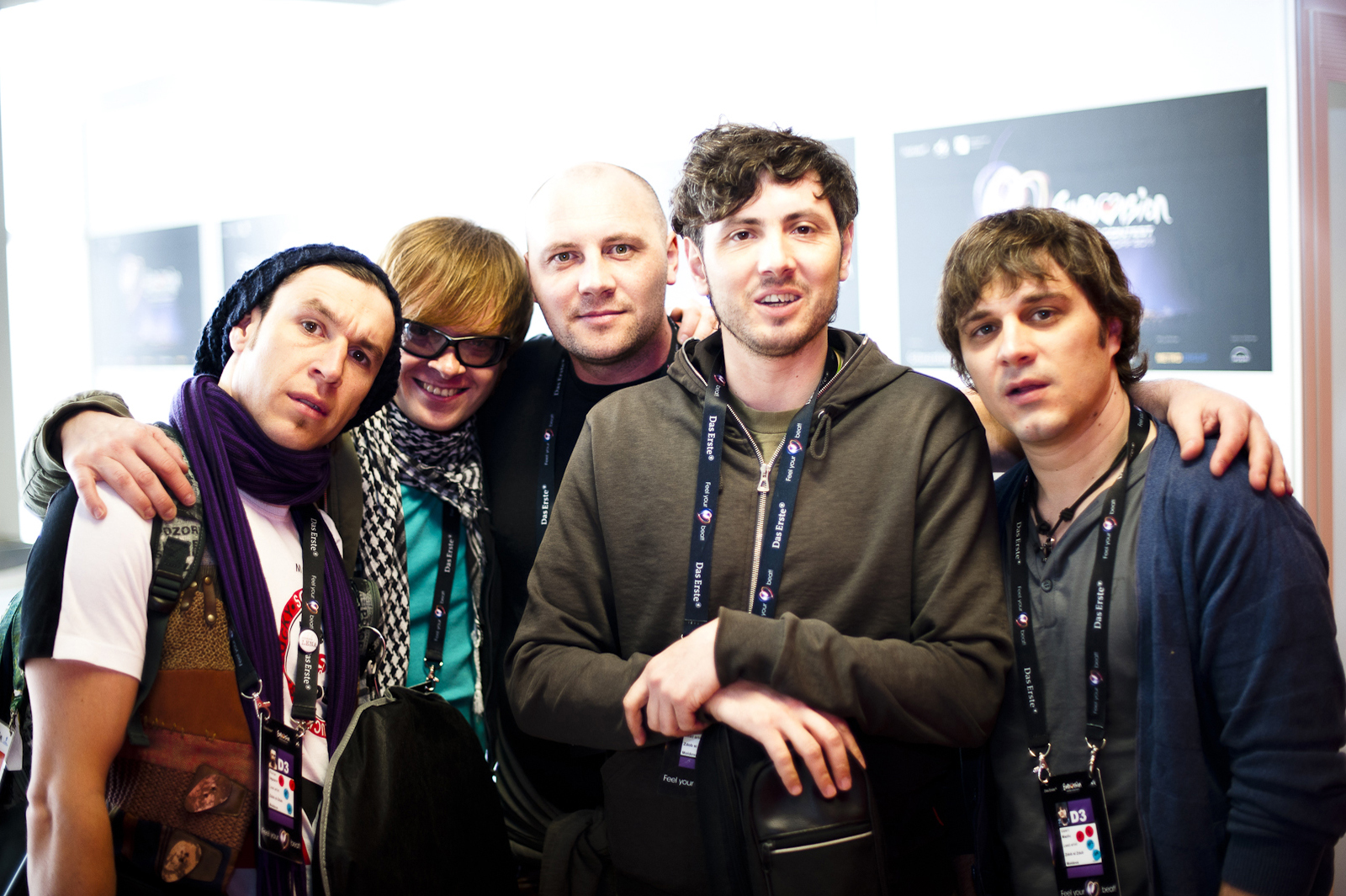
Zdob și Zdub (2011)

Zdob și Zdub is een Moldavische muziekgroep die vooral liedjes maakt van hiphop en hardcore punk die ze vaak combineren met traditionele Roemeense of Romamuziek. De band vertegenwoordigde Moldavië bij het Eurovisiesongfestival van 2005 met Boonika bate toba en deden dat ook in 2011 met So lucky. Ze behaalden respectievelijk een 6e en een 12e plaats in de finale. Op het Eurovisiesongfestival van 2022 traden ze samen met Frații Advahov op met het nummer Trenuleţul en behaalden een 7e plaats in de finale.

## Geschiedenis
De band werd opgericht in 1994. Tot 1998 maakten ze vooral muziek in het Russisch, maar begonnen daarna meer liedjes te maken in het Roemeens/Moldavisch. Op 14 augustus 1999 speelde Zdob și Zdub voor de Russische "MTV-Party" op het Rode Plein in Moskou, samen met Gorky Park, IFK en Red Hot Chili Peppers.
De band is al vaak op tournee gegaan, meestal in Rusland, Oekraïne, Moldavië en Roemenië, maar ook in  Duitsland (1998), Nederland (2000), Servië, Hongarije en Italië.
In 2001 werd de videoclip van Bună Dimineața! (Goedemorgen!) in Timișoara bij het Televetfestival bekroond tot videoclip van het jaar. Het volgende jaar wonnen ze de Roemeense MTV Award voor Țiganii și OZN (Roma's en de UFO).

## Bandleden
- Roman Yagupov (geboren op 13 september 1973) - lid vanaf het begin
- Mihai Gîncu (geboren op 5 maart 1975) - speelt meestal basgitaar; drums 2003-2004. Lid vanaf het begin. Speelt etnische instrumenten
- Sviatoslav Starus - gitaar
- Anatol Pugaci (ook wel "Pugach", geboren op 6 oktober 1973) - drums, af en toe basgitaar. Lid vanaf het begin, uitgestapt in 1999 en weer ingestapt in 2004
- Andrei Cebotari - drums, was lid tussen 1999-2002
- Victor Dandeș (geboren op 3 april 1972)- trombone, accordeon, etnische instrumenten
- Valeriu Mazilu (geboren op 12 september 1978) - trompet
- Igor Buzurniuc (geboren op 23 juni 1981) - gitaar

## Eurovisiesongfestival

### 2005
Op 26 februari 2005 won de band de nationale songfestival en mocht daarmee Moldavië (voor de eerste keer) vertegenwoordigen op het Eurovisiesongfestival.
Ze zongen het lied Boonika Bate Toba (Grootmoeder slaat op de drum-a). Op 19 mei kwamen ze op de tweede plaats terecht van de halve finales en op 21 mei namen ze de zesde plaats in beslag.

### 2011
In 2011 mochten ze opnieuw deelnemen aan het Eurovisiesongfestival. Op 26 februari 2011 wonnen ze de nationale selectie met So lucky. Tijdens de tweede halve finale op 12 mei 2011 plaatsten zij zich op het nippertje voor de finale, waarin zij uiteindelijk een 12e plaats behaalden met 97 punten.

### 2022
Op 29 januari 2022 won de band de auditieronde om Moldavië te vertegenwoordigen op het Eurovisiesongfestival 2022 te Turijn. Samen met Frații Advahov ging Zdob şi Zdub het nummer Trenuleţul (Trein) ten gehore brengen. Ze traden in de eerste halve finale als negende op. Ze behaalden hierbij een achtste plaats met 154 punten, wat kwalificatie voor de finale betekende. In de finale traden ze als negentiende op. Met 253 punten in totaal bereikten ze de zevende plaats in de einduitslag. Ze kregen slechts 14 punten van de jury, waar ze als een van de laatsten eindigden. Ze werden echter tweede bij de televoting en kregen 239 punten. Moldavië behaalde hiermee voor het eerst sinds 2018 weer de top 10 op het Eurovisiesongfestival.

## Discografie
- "Tabără Noastră" (Ons kamp)
- "Hardcore Moldovenesc" (Moldavische Hardcore)
- "Zdubii bateți tare"
- "Remix"
- "Agroromantica"
- "450 de oi" (450 Schapen)